# Vlkanov (district de Havlíčkův Brod)
Pour les articles homonymes, voir Vlkanov.
Vlkanov (en allemand : Wilkanow) est une commune du district de Havlíčkův Brod, dans la région de Vysočina, en République tchèque. Sa population s'élevait à 48 habitants en 2020.

## Géographie
Vlkanov se trouve à 7 km à l'est-nord-est de Ledeč nad Sázavou, à 10 km à l'est-nord-est de Havlíčkův Brod, à 40 km au nord-nord-ouest de Jihlava et à 78 km à l'est-sud-est de Prague.
La commune est limitée par Číhošť au nord, par Světlá nad Sázavou à l'est, par Světlá nad Sázavou au sud, et par Prosíčka à l'ouest.

## Histoire
La première mention écrite de la localité date de 1591.